# Slaterocoris dakotae
Slaterocoris dakotae är en insektsart som beskrevs av Knight 1970. Slaterocoris dakotae ingår i släktet Slaterocoris och familjen ängsskinnbaggar. Inga underarter finns listade i Catalogue of Life.